# Amnicolidae
Famille
Les Amnicolidae constituent une famille de mollusques gastéropodes de l'ordre des Littorinimorpha. 

## Liste des genres
Selon World Register of Marine Species (23 mars 2016) :
- sous-famille Amnicolinae Tryon, 1863
  - genre Amnicola Gould & Haldeman, 1840
  - genre Marstoniopsis van Regteren Altena, 1936
  - genre Rachipteron F. G. Thompson, 1964
- sous-famille Baicaliinae P. Fischer, 1885
  - genre Baicalia Martens, 1876
- genre Antrobia Hubricht, 1971
- genre Antroselates Hubricht, 1963

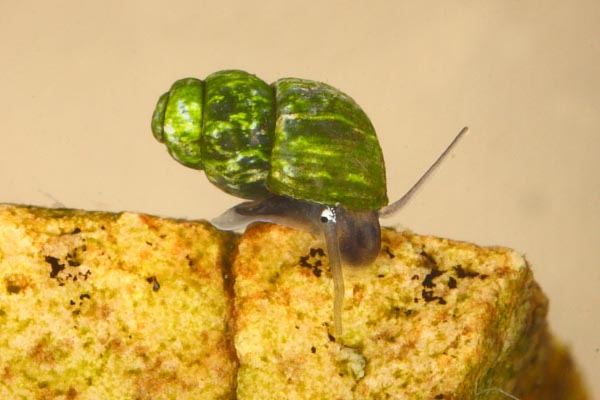
Bythinella opaca
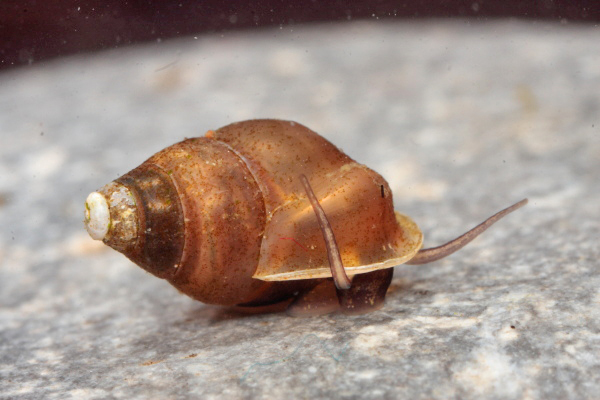
Emericia patula